# Yttre Lappträsktjärnen
Yttre Lappträsktjärnen är en sjö i Bodens kommun i Norrbotten och ingår i Piteälvens huvudavrinningsområde.